# Vsftpd
vsftpd (ang. Very Secure FTP Daemon) – serwer FTP dla systemów uniksowych, w tym Linuxa.
Zapewnia obsługę standardowego protokołu FTP, jak i jego zabezpieczonej wersji, FTPS. Bezpieczne uwierzytelnianie i transfer plików osiągnięto poprzez wykorzystanie protokołu SSL. Protokół SSL jest dostępny dzięki zastosowaniu zewnętrznej biblioteki OpenSSL, co znacznie uprościło sam kod serwera vsftpd. FTPS obsługiwany jest w trybie jawnym (explicit) od wersji 2.0.7 i ukrytym (implicit) od wersji 2.1.0.
Udostępniany jest na zasadach licencji GPL w wersji 2, z wyjątkiem umożliwiającym łączenie z biblioteką OpenSSL, która z kolei nie jest zgodna z GPL.
W warstwie sieciowej vsftpd zapewnia obsługę protokołu IPv6.
Jest domyślnym serwerem w dystrybucjach GNU/Linux jak Ubuntu, CentOS, Fedora, NimbleX i RHEL. W Slackware i Debian wymaga dodatkowej instalacji.